# Geophilus multiporus
Geophilus multiporus är en mångfotingart som beskrevs av Miyosi 1955. Geophilus multiporus ingår i släktet Geophilus och familjen storjordkrypare. Inga underarter finns listade i Catalogue of Life.